# Hrafnhildur Skúladóttir
Hrafnhildur Ósk Skúladóttir (n. 9 aqugust 1977, în Reykjavík) este o handbalistă islandeză care joacă pentru clubul Valur Reykjavík și pentru echipa națională a Islandei pe postul de coordonator. Skúladóttir a participat la Campionatul European de Handbal Feminin din 2010, la Campionatul Mondial de Handbal Feminin din 2011, desfășurat în Brazilia și la Campionatul European de Handbal Feminin din 2012, desfășurat în Serbia.

## Biografie
Hrafnhildur Skúladóttir a început să joace handbal la vârsta de 11 ani, dar a practicat și gimnastica vreme de 14 ani.
Prima echipă de handbal importantă a fost Íþróttafélag Reykjavíkur, după care Skúladóttir s-a transferat și a jucat mulți ani în Scandinavia, la echipe din Danemarca și Norvegia precum ÖHK, Bryne HK, Team Tvis Holstebro, SK Aarhus Handbold (pentru care a evoluat în circa 100 de partide) sau Hadsten Sports Klub.
În iulie 2008, Hrafnhildur Skúladóttir s-a întors în țara natală, unde a semnat un contract pe un an cu echipa Valur Reykjavík. Ulterior, contractul a fost prelungit.
Într-o ceremonie ținută în ianuarie 2012, Skúladóttir a fost declarată sportivul anului 2011 în Reykjavík, titlu care se acordă de către municipalitatea islandeză începând din 1979.
Modelul ei în handbal este Anja Andersen. Skúladóttir este căsătorită cu Viktori Hólm Jónmundssyni și are două fete, Viktoría și Alexandra. Surorile ei, Drífa și Dagný, sunt și ele handbaliste.